# The Inchtabokatables
The Inchtabokatables jest niemieckim zespołem aktywnym w latach 1991-2002. Zespół gra tylko na "klasycznych" instrumentach (skrzypcach, wiolonczeli, gitarze basowej, perkusji), ale wykorzystuje różne efekty do swoich instrumentów. Ich styl określany jest jako folk rock, medieval rock, punk rock. W późniejszych albumach ich muzyka podchodzi pod industrial.

## Historia
The Inchtabokatables zostało założone 7 lutego 1991 roku w pubie "Bärenschenke" w Berlinie. Początkowy skład to: B. Breuler, B. Deutung, Herr Jeh, Franzi Underdrive i Kokolorus Mitnichten. Przed utworzeniem The Inchtabokatables B. Deutung i Herr Jeh grali razem z muzykiem z Subway to Sally – Erikiem Fishem w zespole Catriona. Franzi Underdrive odszedł z zespołu krótko po nagraniu pierwszego albumu – Inchtomanie. Został zastąpiony przez Olivera Riedela. Po nagraniu dwóch kolejnych albumów – White Sheep i Ultra Oliver Riedel dołączył do industrialowego zespołu Rammstein. Został zastąpiony przez Moeha, który grał w T.A.S.S.
Styl grupy zmieniał się coraz bardziej z folkowego na industrialowy.

## Skład zespołu
- "B. Breuler"/Robert Beckmann (wokal, wiolonczela)
- "B. Deutung"/Tobias Unterberg (skrzypce)
- "Herr Jeh"/Jan Klemm (wiolonczela)
- "Kokolorus Mitnichten", "Dr. Tinitus Banani"/Titus Jany (instrumenty perkusyjne)
- "Moeh" (gitara basowa)

## Dyskografia

### Albumy studyjne
- 1992 – Inchtomanie
- 1993 – White Sheep
- 1994 – Ultra
- 1997 – Quiet
- 1998 – Too Loud
- 2001 – Mitten Im Krieg

### Komplikacje i albumy live
- 2000 – Nine Inch Years
- 2002 – Ultimate Live

### Single
- 1995 – Merry Christmas/X-mas in the Old Man's Hat
- 1998 – You Chained Me Up
- 2001 – Come With Me

## Przerwa
Po 11 latach nagrywania i koncertowania grupa w 2002 roku postanowiła zawiesić działalność na kolejne 11 lat.
Członkowie zespołu udzielają się w innych projektach:
- Titus Jany został perkusistą w Potentia Animi.
- Tobias Unterberg koncertuje z Deine Lakaien, Subway To Sally i Silbermond. Udzielał się na dwóch pierwszych płytach tego ostatniego.
- Robert Beckmann jest członkiem folkmetalowego zespołu In Extremo.